# Juninho Paulista
Juninho Paulista, właśc. Oswaldo Giroldo Jr. (ur. 12 lipca 1973 w São Paulo) – brazylijski piłkarz występujący na pozycji pomocnika.

## Kariera klubowa
Juninho Paulista zawodową karierę rozpoczynał w 1993 roku w São Paulo FC, dla którego przez trzy sezony rozegrał 45 ligowych spotkań. Razem z nim zwyciężył w Copa Libertadores, Pucharze Interkontynentalnym, Supercopa Sudamericana oraz Copa CONMEBOL.
W październiku 1995 roku Juninho przeprowadził się do Anglii, gdzie podpisał kontrakt z Middlesbrough. W nowym klubie miał okazję grać u boku takich zawodników jak Nick Barmby, Derek Whyte, Chris Morris oraz Fabrizio Ravanelli. W sezonie 1996/1997 Paulista w 36 meczach Premier League strzelił dziesięć bramek, jednak jego drużyna uplasowała się na dziewiętnastej pozycji w tabeli i spadła do Division One. Latem brazylijski pomocnik za dwanaście milionów funtów przeniósł się do Atlético Madryt, z którym dwa razy z rzędu dotarł do półfinału Pucharu UEFA. Juninho o miejsce w składzie rywalizować z takimi piłkarzami jak Juan Vizcaíno, Milinko Pantić, Radek Bejbl, José Caminero i Juan Carlos Valerón.
W sezonie 1999/2000 Paulista na zasadzie wypożyczenia powrócił do Middlesbrough, a na dwa kolejne sezony został wypożyczony do CR Vasco da Gama, gdzie grał między innymi u boku Juninho Pernambucano. Razem z Vasco wywalczył tytuł mistrza Brazylii oraz zwyciężył w Copa Mercosur. Podczas rozgrywek 2002 Juninho Paulista był zawodnikiem CR Flamengo. W czternastu ligowych pojedynkach zdobył dla niego czternaście bramek, a następnie po raz trzeci w karierze odszedł do Middlesbrough. W sezonie 2003/2004 stworzył linię pomocy wspólnie z Georgiem Boatengiem, Boudewijnem Zendenem oraz Gaizką Mendietą, razem z drużyną zajął jedenaste miejsce w Premier League i z dziewięcioma trafieniami na koncie został najlepszym strzelcem zespołu.
W 2004 roku Brazylijczyk odszedł za darmo do Celticu i zadebiutował w derbach Glasgow przeciwko Rangersom. W ekipie „The Boys” rozegrał jednak tylko czternaście spotkań w Scottish Premier League i stwierdził, że trener Martin O’Neill nie dał mu szansy pokazania swoich umiejętności. Po zakończeniu sezonu 2004/2005 Juninho powrócił do kraju i podpisał kontrakt z SE Palmeiras. Przez dwa lata wystąpił w 65 meczach i zdobył 22 gole, a następnie został graczem Flamengo. W zespole prowadzonym przez Neya Franco rzadko kiedy dostawał jednak szanse występów i 3 sierpnia 2007 roku przeszedł do australijskiego klubu Sydney FC. Działacze klubu nie zaoferowali mu jednak podpisania nowej umowy, w efekcie czego w kwietniu 2008 roku Paulista został zwolniony i zakończył piłkarską karierę. W 2010 powrócił na krótko na boisko w barwach Ituano Itu.

## Kariera reprezentacyjna
W reprezentacji Brazylii Paulista zadebiutował 22 lutego 1995 roku w wygranym 5:0 towarzyskim meczu przeciwko Słowacji. Następnie razem z drużyną narodową prowadzoną przez Mário Zagallo wywalczył brązowy medal Igrzysk Olimpijskich w Atlancie. W późniejszym czasie Juninho razem z reprezentacją zdobył Mistrzostwo Świata 2002, a Luiz Felipe Scolari dał mu wystąpić w pięciu z siedmiu spotkań, jakie Brazylijczycy rozegrali na boiskach Korei Południowej i Japonii. W wygranym 2:0 finałowym pojedynku z Niemcami Juninho w 85 minucie zmienił Ronaldinho. Łącznie dla reprezentacji Brazylii Paulista rozegrał 50 meczów i strzelił pięć bramek.